# Тыргу-Нямц
Тыргу-Нямц (рум. Târgu Neamț, венг. Nemtvasar, нем. Namtz) — город в Румынии, в жудеце Нямц.

## Общие сведения
Площадь города Тыргу-Нямц — 47,31 км. Численность населения — 20.856 человек (на 2007 год), в подавляющем большинстве — румыны. Плотность населения — 441 чел./км². Расположен на высоте 365 м над уровнем моря.

## География
Тыргу-Нямц находится в жудеце (уезде) Нямц, на севере исторической области Западная Молдавия, в 30 километрах от административного центра жудеца — города Пьятра-Нямц.

## История

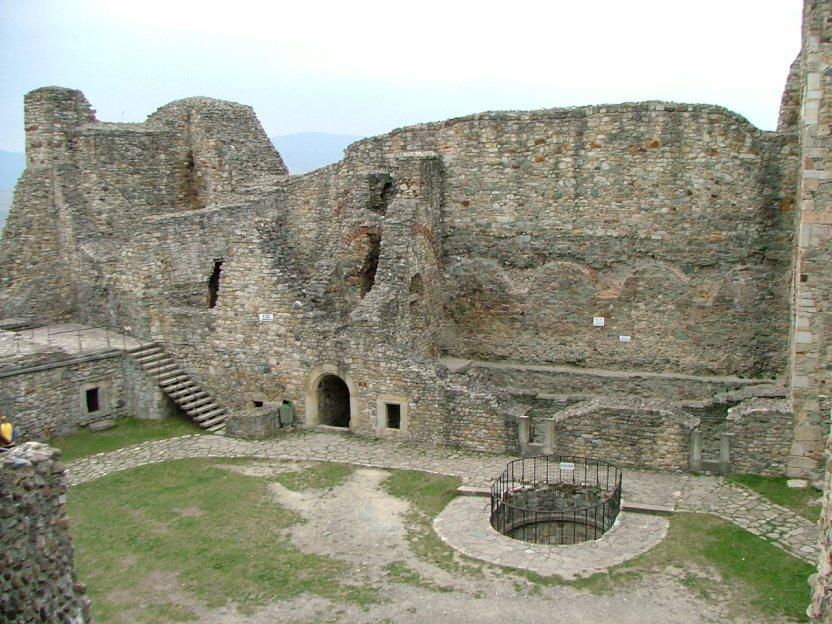
Крепость Нямц

Территория, где расположен город, была заселена человеком ещё во времена неолита. По данным некоторых румынских историков (напр. Хашдеу), Тыргу-Нямц был основан Тевтонским орденом в XIII веке для защиты Трансильвании от набегов половцев-куманов, обосновавшихся на территории нынешней Молдавии. По другим данным, город создали саксонские переселенцы, перешедшие через Карпаты из района Бистрицы и организовавшие здесь торговый центр. На германское происхождение основателей города указывает также в названии города добавление Нямц, что на румынском языке означает немец, немецкий. Однако ряд румынских учёных оспаривают теорию немецкого происхождения города.
Впервые в письменных источниках город Тыргу-Нямц упоминается в 1387 году. Это один из старейших городов на территории бывшего княжества Молдова. Уже в XIV веке здесь существовала мощная крепость.

## Достопримечательности
В Тыргу-Нямце сохранилась средневековая Нямецкая крепость. В непосредственной близости от города расположены старинные монастыри Вэратек (10 км южнее Тыргу-Нямц), Нямц (10 км западнее города) и Агапия.

## Известные уроженцы
- Идель, Моше (род. 1947) — религиовед, гебраист.
- Крянгэ, Ион (1837—1889) — румынский писатель.